# Шелудько, Валерий Сергеевич
Валерий Сергеевич Шелудько (род. 20 февраля 1947, Сухиничи, Калужская область) — советский футболист, полузащитник. Мастер спорта СССР. Капитан московского «Локомотива» в 1970—1972 годах.
Воспитанник «Локомотива» Сухиничи. Также играл за «железнодорожников» из Калуги. В 1966 году перешёл в московский «Локомотив». В его составе провёл 169 игр и забил 31 гол. В 1972 году, будучи лидером и капитаном команды, был уволен. После этого играл во второй лиге за «Искру» Смоленск b за ярославский «Шинник». В 1977 году Шелудько был отправлен в команду Южных войск в Венгрию, где играл 5 лет. После этого завершил карьеру.